# Stefano Malinverni
Stefano Malinverni (ur. 14 maja 1959 w Mediolanie, zm. 19 czerwca 2024 tamże) – włoski lekkoatleta (sprinter), medalista olimpijski z 1980.

## Życiorys
Odpadł w półfinale biegu na 200 metrów na mistrzostwach Europy juniorów w 1977 w Doniecku. Zajął również na tych mistrzostwach 5. miejsce w sztafecie 4 × 100 metrów i odpadł w eliminacjach sztafety 4 × 400 metrów. Zajął 7. miejsce w sztafecie 4 × 400 metrów (w składzie: Roberto Tozzi, Daniele Zanini, Malinverni i Pietro Mennea) oraz odpadł w półfinale biegu na 400 metrów na mistrzostwach Europy w 1978 w Pradze.
Na halowych mistrzostwach Europy w 1979 w Wiedniu zdobył srebrny medal w biegu na 400 metrów, za Karelem Kolářem z Czechosłowacji, a przed Horią Tobocerm z Rumunii. Zdobył brązowe medale w sztafecie 4 × 400 metrów na uniwersjadzie w 1979 w Meksyku (sztafeta włoska biegła w składzie: Alfonso Di Guida, Malinverni, Flavio Borghi i Tozzi) oraz na igrzyskach śródziemnomorskich w 1979 w Splicie (w składzie sztafety włoskiej biegli ci sami zawodnicy). Nie ukończył biegu półfinałowego na 400  metrów na halowych mistrzostwach Europy w 1980 w Sindelfingen.
Zdobył brązowy medal w sztafecie 4 × 400 metrów, która biegła w składzie: Malinverni, Mauro Zuliani, Tozzi i Mennea na igrzyskach olimpijskich w 1980 w Moskwie. Startował na tych igrzyskach również w biegu na 400 metrów, w którym odpadł w ćwierćfinale. Na halowych mistrzostwach Europy w 1981 w Grenoble zdobył brązowy medal w biegu na 400 metrów, za Andreasem Knebelem z NRD i Martinem Wepplerem z RFN. Odpadł w przedbiegach tej konkurencji na halowych mistrzostwach Europy w 1983 w Budapeszcie.
Zajął 5. miejsce w sztafecie 4 × 400 metrów (w składzie: Malinverni, Donato Sabia, Zuliani i Roberto Ribaud) na mistrzostwach świata w 1983 w Helsinkach.
Był mistrzem Włoch w biegu na 400 metrów w latach 1978–1980, w sztafecie 4 × 200 metrów w 1985 oraz w sztafecie 4 × 400 metrów w 1982 i 1983. Był również halowym mistrzem Włoch w biegu na 400 metrów w 1979 i 1980. Czterokrotnie ustanawiał rekordy Włoch w sztafecie 4 × 400 metrów do wyniku 3:01:42 osiągniętego 18 sierpnia 1981 w Zagrzebiu.
Rekordy życiowe Malinverniego:
| Konkurencja        | Data i miejsce         | Wynik |
| ------------------ | ---------------------- | ----- |
| bieg na 400 metrów | 8 lipca 1981, Mediolan | 46,08 |